# Schwartenberg (Haren)
Schwartenberg ist ein Ortsteil der Dorfregion Rütenbrock der Stadt Haren (Ems) im niedersächsischen Landkreis Emsland.

## Geografie und Verkehrsanbindung
Der Ort liegt westlich des Kernortes Haren direkt an der Kreisstraße K 226 und an der westlich verlaufenden Grenze zu den Niederlanden. Die B 408 verläuft nördlich und die A 31 östlich.

## Geschichte
Schwartenberg wurde im gleichen Zeitraum im Jahr 1788 gegründet wie die Moorkolonien Lindloh und Rütenbrock.